# Escuela Universitaria Centro de Diseño
La Escuela Universitaria Centro de Diseño (EUCD), es una institución de educación universitaria del sector público, creada en noviembre de 2009. Se encuentra ubicada en Juan D. Jackson 1325, Montevideo, Uruguay.
Forma parte de la Facultad de Arquitectura, Diseño y Urbanismo de la Universidad de la República.

## Historia[2]
La Escuela Universitaria se origina del Centro de Diseño Industrial (CDI), con la colaboración del gobierno italiano. Institución creada a partir de la ley 15.903 de 1987 en la órbita del Ministerio de Educación y Cultura. 
El CDI funcionó desde 1988 hasta fines de 2009 como una institución de enseñanza terciaria pública . 
En el año 2009 el Centro de Diseño Industrial (CDI) dependiente del MEC ingresa a la UdelaR como Escuela Universitaria Centro de Diseño dependiente de la Facultad de Arquitectura, Diseño y Urbanismo de la Universidad de la República.

### Títulos[4]
- Licenciatura en Diseño Industrial, perfil indumentaria.
- Licenciatura en Diseño Industrial, perfil en producto.